# Собачий вальс
«Соба́чий вальс» — небольшая и незатейливая пьеса для фортепиано. Её первую часть благодаря простоте и лёгкости иногда разучивают люди, не умеющие сыграть что-либо другое. Нередко именно с собачьего вальса начинается обучение игре на фортепиано. Вальсом в собственном смысле слова эта пьеса не является, так как исполняется в размере 2/4 или 4/4 вместо присущего вальсу размера 3/4. Несколько ближе она к другим танцам — польке или галопу.
Также существует трехдольный вариант «Собачьего вальса» (хотя он и не получил широкого распространения). Он звучит в фильмах «Джентльмены удачи», «Иван Васильевич меняет профессию», «Обыкновенный человек», «Сто дней после детства» и «Окно в Париж».

## Название
Вопреки расхожему мнению, эта пьеса по-разному называется в разных странах. Разноязычные названия «Собачьего вальса» свела воедино японский музыковед Хироми Окэтани; по её сведениям, в Германии, Бельгии, Нидерландах и Норвегии он называется «Блошиный вальс» (нем. Flohwalzer, фр. Valse de Puce, нидерл. Vlooien-Mars, норв. Hestetramper'n), в Болгарии — «Кошачий марш» (болг. Котешки марш), в Финляндии — «Кошачья полька» (фин. Kissanpolkka), в Корее — «Кошачий танец» (кор. 고양이 춤 Koyangi Chum), в Японии — «Я наступил на кошку» (яп. 猫踏んじゃった Нэко-фундзятта), в Мексике — «Маленькие обезьянки» (исп. Los Changuitos), в Венгрии — «Ослиный марш» (венг. Szamárinduló), на Майорке — «Полька дураков» (исп. Polca de los Tontos), в Китае — «Марш воров» (кит. упр. 小偷进行曲, палл. Xiǎotōu jìnxíngqǔ), в Испании — «Шоколадница (посуда)» (исп. La Chocolatera), во Франции и в Польше — «Котлеты (отбивные)» (фр. Côtelettes, пол. Kotlety), в Швейцарии — «Котлетный вальс» (нем. Kotelett-Walzer), в Дании — «Фрикадельки убегают через забор» (дат. Frikadellens flugt over plankeværket), в Швеции — «Калле Юханссон» (швед.  Kalle Johansson) и т. д.
В названиях пьесы преобладают темы «кошачьи», «блошиные» и «котлетные» (по четыре страны каждая).

## Авторство

Обложка книги Э. Баумана

Авторство «Собачьего вальса» достоверно не установлено. Встречающиеся иногда сообщения о его принадлежности Фредерику Шопену основаны на недоразумении: у Шопена действительно есть вальс ре-бемоль мажор (опус 64, № 1), который он сам назвал «Вальсом маленькой собачки». Камиль Бурникель, один из первых биографов Шопена, утверждает, что на создание пьески композитора вдохновило наблюдение за пёсиком Жорж Санд Маркизом, ловящим свой хвост. Есть, впрочем, и другая версия, согласно которой Шопен по просьбе самой Жорж Санд экспромтом сочинил вальс в честь её любимой собачки Маркиза. Так или иначе, это совершенно другая мелодия.
Немецкий музыковед Эрик Бауман утверждает, что автором «Собачьего вальса» является некий композитор Фердинанд Ло (нем. Ferdinand Loh), и даже выпустил его биографию под заглавием «Композитор Фердинад Ло и его опус магнум — „Собачий вальс“» (нем. Der Komponist Ferdinand Loh und sein opus magnum: Der Flohwalzer; 1996). На самом деле это мистификация: композитор этот вымышленный, фамилия его образована от немецкого слова «блоха» (нем. Floh), а биография — шуточная.

## Вариации на тему
Мелодия «Собачьего вальса» легла в основу виртуозной пьесы для фортепиано с оркестром британского пианиста и композитора Расса Конвея «Первый урок» (англ. Lesson One), вышедшей в 1962 году.
Ещё одна виртуозная пьеса на эту же тему написана для аккордеона датским композитором и дирижером Оле Шмидтом в 1968 году. Называется она «Frikadellens flugt over plankeværket» — по датскому названию «Собачьего вальса».

## «Чопстикс»
Иногда под «Собачьим вальсом» понимается другая мелодия — «Чопстикс». Это вальс по своему музыкальному размеру, хотя нередко исполняется в ритме не 3/4, а 6/8.
Именно эта мелодия легла в основу музыки О. Кандата песни «На Унтер-ден-Линден» 1944 года, исполнявшейся дуэтом Леонида и Эдит Утесовых. Интересно, что второе название этой песни, в которой высмеиваются фашистские вояки, браво марширующие на восток, а затем позорно отступающие — «Собачий вальс», а куплет со словами
«…оставлены ими давно и Невель, и Гомель, и Харьков, и Киев, и Днепропетровск и Донбасс…»
 сопровождается жалобным лаем и завыванием побитой собаки.
Тем не менее в основе такого понимания лежит смешение понятий:
- Во-первых, «Собачий вальс» в Англии, где он именуется своим оригинальным немецким названием «Der Flohwalzer», нередко называют также «Chopstiks», тогда как в США под этим названием до сих пор понимается вышеупомянутый вальс «Чопстикс[англ.]».
- Во-вторых, в британском английском языке слово «chopsticks», в оригинале означающее «палочки для еды», приобрело также музыкальное значение «примитивная пьеска» вообще — тот же «Собачий вальс», «Чижик-пыжик» или же вальс «Чопстикс»[7].

## В культуре
- Мелодия «Собачьего вальса» — лейтмотив одноименной пьесы Леонида Андреева, которая названа автором «поэмой одиночества». В ней раскрывается трагедия человека, утратившего смысл существования в погоне за суетными меркантильными ценностями, разочаровавшегося в любви и пришедшего к осознанию, что жизнь — всего лишь «собачий вальс». Как писал Леонид Андреев Немировичу-Данченко, возражавшему против заглавия и навязчивой мелодии пьесы[8],

Собачий вальс — это самый потайной и жестокий смысл трагедии, отрицающей смысл и разумность человеческого существования. Уподобление мира и людей танцующим собачкам, которых кто-то дергает за ниточку или показав кусочек сахару, — может быть кощунством, но никак не простым и глупым неприличием.
- Так же назван документальный фильм режиссёра Андрея Картавцева — курсовая работа, созданная в мастерской Марины Разбежкиной. Мелодия «Собачьего вальса» соединяет два разных мира — с одной стороны грузчики, перевозящие рояли, с другой — те, к кому они приезжают — музыканты, представители «новой русской» элиты. Люди из совершенно разных социальных миров, которые едва ли могут оказаться друг у друга в гостях. Но эта встреча происходит — её «устраивает» музыкальный инструмент, на котором исполняется «Собачий вальс».[источник не указан 980 дней]

## Факты
- В России был распространен двухдольный вариант мелодии вальса «Чопстикс», известный под названием «Котлетная полька» или «Тати-тати». Именно на его тему написаны коллективные вариации «Парафразы» для фортепиано в четыре руки[англ.] А. П. Бородина, Ц. А. Кюи, Н. А. Римского-Корсакова, А. К. Лядова и Н. В. Щербачёва, при участии Ф. Листа. Интересно, однако, что «Собачьим вальсом» она не называлась.
- Слово «чопстикс» вошло и в русский язык в том же значении — «простенькая мелодия с примитивным аккомпанементом»[9].